# Montreuil-sur-Thonnance
Montreuil-sur-Thonnance – miejscowość i gmina we Francji, w regionie Grand Est, w departamencie Górna Marna.
Według danych na rok 1990 gminę zamieszkiwało 97 osób, a gęstość zaludnienia wynosiła 12 osób/km².